# Округ Бледсо (Тенеси)
Бледсо (енгл. Bledsoe County) је округ у америчкој савезној држави Тенеси.

## Демографија
По попису из 2010. године број становника је 12.876, што је 509 (4,1%) становника више него 2000. године.
| Група             | 2000.          | 2010.          |
| Белци             | 11.583 (93,7%) | 11.936 (92,7%) |
| Афроамериканци    | 458 (3,7%)     | 470 (3,7%)     |
| Азијати           | 14 (0,1%)      | 17 (0,1%)      |
| Хиспаноамериканци | 138 (1,1%)     | 255 (2,0%)     |
| Укупно            | 12.367         | 12.876         |